# Тронное имя
Тронное имя — официальное наименование, используемое некоторыми римскими папами, королями и другими правителями в период нахождения у власти. С древности монархи  при наследовании трона часто принимали решение об использовании имени, отличного от их собственного имени.
За именем в европейской культуре обычно следует тронный порядковый номер.

## Древние правители
Древние правители во многих частях мира при вступлении на престол брали имена, отличавшиеся от данных при рождении. Так было с некоторыми царями Ассирии, а также с некоторым количеством иудейских царей. Ещё в Древнем Египте фараоны имели множество имён.

## Восточная Азия
В некоторых частях Азии скорее в качестве правила, чем исключения, монархи брали новое имя при вступлении на престол (на старое при этом часто налагалось табу). В Китае и странах, культура которых сложилась под его влиянием (Япония, Корея), монархи принимали девиз правления, которым именовались после смерти (наряду с этим у монарха были религиозное (храмовое) имя и другие). Так, японский император Муцухито известен под своим девизом — Мэйдзи, император Китая Сюанье — под девизом Канси.

## Римско-католическая церковь
Сразу после избрания нового Папы римского его спрашивает Коллегия кардиналов «Каким именем Вы желаете именоваться?». Избранный Папа выбирает имя, под которым он будет известен с этого момента. Оно входит в состав торжественного возглашения Habemus Papam. Традиция менять имена у пап появилась в VI веке и к концу первого тысячелетия уже преобладает; последний папа, не менявший имя, жил в XVI веке.
Первым папой, принявшим двойное имя, стал Иоанн Павел I в 1978 году — в честь Иоанна XXIII и Павла VI, его преемник Иоанн Павел II носил это же имя.

## Великобритания
Монархи Великобритании использовали не первые крестильные имена в качестве тронных трижды.
Королева Виктория при крещении получила имена Александрина Виктория; при вступлении на престол она использовала второе имя (первое казалось ей неблагозвучным, а «Виктория» значит победа).
Альберт Эдуард, принц Уэльский, её сын, принял имя короля Эдуарда VII, когда стал королём Соединённого Королевства Великобритании и Ирландии в 1901 году. Это было сделано против желания матери, желавшей, чтобы все её потомки мужского пола носили в качестве тронного двойное имя с первым именем Альберт в честь её мужа принца-консорта Альберта, поэтому её сын получил имена Альберт Эдуард, а старший внук — Альберт Виктор (умер при жизни бабушки и не царствовал).
В 1936 году после отречения Эдуарда VIII принц Альберт, герцог Йоркский, занял престол как король Георг VI — по второму крестильному имени. Георг было вторым его именем.
Однако большинство британских монархов использовали свои первые крестильные имена в качестве тронных.
Определённые сложности возникли в Шотландии, с которой Англия находится в унии с 1707 года. В 1953 году, вскоре после коронации Елизаветы II, националист Иэн Гамильтон и примкнувший к нему Джон Маккормик попытались оспорить право последней нумероваться тронным номером II, мотивируя тем, что это нарушает Акт об Унии 1707 года: в Шотландии никогда не было королевы Елизаветы I Шотландской (дело 1953 SC 396 «Маккормик против Лорд-адвоката»), предыдущая же Елизавета, которая казнила законную шотландскую королеву Марию Стюарт, именовалась Елизаветой I Английской, а поскольку тогда королевские дома Англии и Шотландии ещё не были объединены, Елизавета I не может считаться королевой Шотландии, и следовательно, Елизавета II в Шотландии должна именоваться Елизаветой I. Имели место нападения вандалов на королевский вензель EIIR (Elizabeth II Regina) на почтовых ящиках Королевской Почты в Шотландии, в связи с чем вензель был заменён на Корону Шотландии.
Дело было проиграно, поскольку титулование и тронный номер монарха является объектом королевской прерогативы, которую Акт об Унии не регулирует. По предложению Уинстона Черчилля будущие британские монархи должны при определении своего тронного номера опираться на наибольший номер среди своих английских и шотландских предшественников. Например, хотя никогда не было короля Генриха Шотландского (король Генрих Стюарт был королём-консортом, супругом Марии Стюарт), но был король Англии Генрих VIII Тюдор, в случае, если один из будущих королей Великобритании будет носить это имя, он будет королём Генрихом IX. Аналогично, поскольку король Англии Яков II Стюарт в Шотландии носил имя Якова VII, будущий король Соединённого Королевства с этим именем будет Яковом VIII. С другой стороны, в Англии никогда не было короля Давида, но был король Шотландии Давид II, поэтому будущий гипотетический король Соединённого Королевства будет носить имя Давид III.
За день до визита Елизаветы II в Шотландию в 2002 году нерешённый, по мнению некоторых шотландцев, вопрос был поднят вновь: ветеран националистической Шотландской национальной партии (SNP) Винни Юинг отправила королеве формальное письмо, в котором заявила, что именно в юбилейный год 50-летия коронации самое время вновь поднять вопрос об изменении официального имени королевы. Инициативу поддержали лидер SNP Джон Суини и сын Джона Маккормика, подававшего первый иск в 1953 году, член шотландского парламента сэр Нил Маккормик.